# 2PM
2PM (투피엠) ist eine südkoreanische Boygroup der zweiten K-Pop-Generation, die 2008 von dem Label JYP Entertainment gegründet wurde.

## Geschichte
Anfang 2008 brachte Mnet die Jungs von „One Day“ in der Reality Show „Hot Blood“ zum ersten Mal auf den Bildschirm. 13 JYP-Trainees, darunter die zukünftigen Mitglieder von 2PM und 2AM, wurden zum Training geschickt. Am 14. März endete die Sendung und die Mitglieder der neuen Gruppen 2PM und 2AM wurden bekanntgegeben. Sechs Monate später gaben 2PM mit 10 Points Out Of 10 ihr offizielles Debüt.
Am 16. April 2009 kehrten sie mit ihrem zweiten Minialbum Time for Change zurück. Ihr offizieller Fanclub, „Hottest“, wurde gegründet und ihre Single Again & Again wurde mit mehreren Preisen ausgezeichnet. Am 11. Juni 2009 ging es dann mit Aufführungen von I Hate You weiter. Im Juli endeten die Promotions ihres Albums Time for Change und 2PM kehrten mit der Show „Wild Bunny“ auf den Fernsehbildschirm zurück. Die Show endete früher als gedacht, als am 4. September die Kontroverse um Jay begann und 2PM ihre Aktivitäten vorerst einstellten.
Im November kehrten sie mit Heartbeat, dem Titelsong aus ihrem Album 1:59, ohne Park Jaebeom zurück. Das Album und die Single toppten die Verkaufscharts und 2PM wurden drei Wochen nach ihrem Comeback als beste männliche Gruppe und Künstler des Jahres ausgezeichnet.
Heartbeat gewann mehrere Awards und Ende des Jahres wurde 2PMs Single Again & Again zum Song des Jahres gewählt. Zur selben Zeit begann die Gruppe ihre Promotion zu Tired of Waiting.
Am 17. Januar verabschiedeten sich 2PM bei der Musikshow Inkigayo von der Bühne und kehrten zu ihren diversen anderen Entertainmentjobs zurück.
Im April erschien ihr neues Album Don’t Stop Can’t Stop, aus welchem sie Without You mit einem Video und Auftritten bis Mitte Juni promoteten. Danach ging die Gruppe mit den Wonder Girls in die USA, um dort als Vorband aufzutreten, bis sie im August ihre erste eigene Minitour gaben.
Kurz darauf wurden 2PM zu den neuen Gesichtern der „Infinitly Yours Seoul“-Kampagne und promoteten die diesjährige „World Design Capital“ (Welt-Design Hauptstadt) mit dem Song Fly to Seoul.
Am 11. Oktober 2010 erschien ihr aktuellstes Album Still 2:00PM. Das Album erreichte Platz eins und die erste Single-Auskopplung I’ll Be Back Platz vier der südkoreanischen Charts. Am 1. November 2010 erreichte das Mini-Album unerwartet den 13. Platz der Billboard World Album Charts.
Am 6. März 2011 wurde bekannt gegeben, dass 2PM ihre japanische Debüt-Single Take Off am 18. Mai 2011 veröffentlichen wird. Die Single hat durch Vorbestellungen bereits diverse japanische Single-Charts getoppt. Die Single platzierte sich auf Platz vier in den Oricon-Charts, den offiziellen japanischen Single-Charts.
Nach einem Monat des japanischen Debüts, veröffentlichte 2PMs Plattenfirma JYP Entertainment die Tracklist für das zweite Studio-Album der Band mit dem Titel Hands Up, das am 20. Juni erschien.
Am 2. November erscheint 2PMs nunmehr dritte Single für den japanischen Markt. Am 30. November folgt das erste japanische Studio-Album Republic of 2PM.

## Mitglieder

### Aktuell
Jun.K
- Geburtsname: Kim MinJun (김민준)
- Geburtsdatum: 15. Januar 1988
- Geburtsort: Daegu (Südkorea)

Nichkhun
- Geburtsname: Nichkhun Buck Horvejkul (นิชคุณ หรเวชกุล)
- Geburtsdatum: 24. Juni 1988
- Geburtsort: Rancho Cucamonga (Kalifornien, USA)

Taecyeon
- Geburtsname: Ok Taecyeon (옥택연)
- Geburtsdatum: 27. Dezember 1988
- Geburtsort: Seoul (Südkorea)

Wooyoung
- Geburtsname: Jang Wooyoung (장우영)
- Geburtsdatum: 30. April 1989
- Geburtsort: Busan (Südkorea)

Junho
- Geburtsname: Lee Junho (이준호)
- Geburtsdatum: 25. Januar 1990
- Geburtsort: Ilsan (Südkorea)

Chansung
- Geburtsname: Hwang Chansung (황찬성)
- Geburtsdatum: 11. Februar 1990
- Geburtsort: Seoul (Südkorea)

### Ehemalig
Jay Park
- Geburtsname: Park Jaebeom (박재범)
- Geburtsdatum: 25. April 1987
- Geburtsort: Seattle (USA)
- Status: Ex-Leader

## Diskografie

### Studioalben
| Jahr | Titel            | Höchstplatzierung, Gesamtwochen, AuszeichnungChartplatzierungen (Jahr, Titel, Platzierungen, Wochen, Auszeichnungen, Anmerkungen) | Höchstplatzierung, Gesamtwochen, AuszeichnungChartplatzierungen (Jahr, Titel, Platzierungen, Wochen, Auszeichnungen, Anmerkungen) | Anmerkungen                                                        |
| Jahr | Titel            | KR | JP | Anmerkungen                                                        |
| ---- | ---------------- | --- | --- | ------------------------------------------------------------------ |
| 2009 | 01:59PM          | KR1 (64 Wo.)KR | JP16 (7 Wo.)JP | Erstveröffentlichung: 10. November 2009 Chartplatzierungen ab 2010 |
| 2011 | Hands Up         | KR1 (42 Wo.)KR | JP17 (20 Wo.)JP | Erstveröffentlichung: 20. Juni 2011                                |
| 2011 | Republic of 2PM  | — | JP4 (12 Wo.)JP | Erstveröffentlichung: 30. November 2011                            |
| 2013 | Legend of 2PM    | — | JP1 (9 Wo.)JP | Erstveröffentlichung: 13. Februar 2013                             |
| 2013 | Grown            | KR1 (21 Wo.)KR | — | Erstveröffentlichung: 6. Mai 2013                                  |
| 2014 | Genesis of 2PM   | — | JP1 (7 Wo.)JP | Erstveröffentlichung: 29. Januar 2014                              |
| 2014 | Go Crazy!        | KR3 (10 Wo.)KR | — | Erstveröffentlichung: 15. September 2014                           |
| 2015 | 2PM of 2PM       | — | JP1 (10 Wo.)JP | Erstveröffentlichung: 15. April 2015                               |
| 2015 | No.5             | KR1 (15 Wo.)KR | — | Erstveröffentlichung: 15. Juni 2015                                |
| 2016 | Galaxy of 2PM    | — | JP1 Gold · (7 Wo.)JP | Erstveröffentlichung: 27. April 2016                               |
| 2016 | Gentlemen’s Game | KR1 (5 Wo.)KR | — | Erstveröffentlichung: 13. September 2016                           |
| 2021 | Must             | KR3 (7 Wo.)KR | — | Erstveröffentlichung: 28. Juni 2021                                |

grau schraffiert: keine Chartdaten aus diesem Jahr verfügbar

### Kompilationen
| Jahr | Titel                              | Höchstplatzierung, Gesamtwochen, AuszeichnungChartplatzierungen (Jahr, Titel, Platzierungen, Wochen, Auszeichnungen, Anmerkungen) | Höchstplatzierung, Gesamtwochen, AuszeichnungChartplatzierungen (Jahr, Titel, Platzierungen, Wochen, Auszeichnungen, Anmerkungen) | Anmerkungen                              |
| Jahr | Titel                              | KR | JP | Anmerkungen                              |
| ---- | ---------------------------------- | --- | --- | ---------------------------------------- |
| 2011 | All About 2PM                      | — | JP26 (1 Wo.)JP | Erstveröffentlichung: 9. März 2011       |
| 2012 | 2PM Best (2008–2011 in Korea)      | — | JP5 (14 Wo.)JP | Erstveröffentlichung: 14. März 2012      |
| 2012 | 2PM Member’s Selection             | KR1 (1 Wo.)KR | — | Erstveröffentlichung: 22. Mai 2012       |
| 2019 | 2PM Best in Korea 2 ～2012–2017～  | — | JP7 (3 Wo.)JP | Erstveröffentlichung: 18. September 2019 |
| 2020 | The Best of 2PM in Japan 2011–2016 | — | JP7 (4 Wo.)JP | Erstveröffentlichung: 13. März 2020      |

### Single-Alben
| Jahr | Titel                   | Höchstplatzierung, Gesamtwochen, AuszeichnungChartsChartplatzierungen (Jahr, Titel, Platzierungen, Wochen, Auszeichnungen, Anmerkungen) | Anmerkungen                                                      |
| Jahr | Titel                   | KR | Anmerkungen                                                      |
| ---- | ----------------------- | --- | ---------------------------------------------------------------- |
| 2008 | Hottest Time of the Day | KR10 (15 Wo.)KR | Erstveröffentlichung: 29. August 2008 Chartplatzierungen ab 2010 |
| 2009 | 2:00PM Time for Change  | — | Erstveröffentlichung: 16. April 2009                             |
| 2010 | Don’t Stop Can’t Stop   | KR1 (32 Wo.)KR | Erstveröffentlichung: 19. April 2010                             |

grau schraffiert: keine Chartdaten aus diesem Jahr verfügbar

### EPs
| Jahr | Titel         | Höchstplatzierung, Gesamtwochen, AuszeichnungChartplatzierungen (Jahr, Titel, Platzierungen, Wochen, Auszeichnungen, Anmerkungen) | Höchstplatzierung, Gesamtwochen, AuszeichnungChartplatzierungen (Jahr, Titel, Platzierungen, Wochen, Auszeichnungen, Anmerkungen) | Anmerkungen                              |
| Jahr | Titel         | KR | JP | Anmerkungen                              |
| ---- | ------------- | --- | --- | ---------------------------------------- |
| 2010 | Still 02:00PM | KR1 (42 Wo.)KR | — | Erstveröffentlichung: 11. Oktober 2010   |
| 2021 | With Me Again | — | JP2 (3 Wo.)JP | Erstveröffentlichung: 29. September 2021 |

### Singles
| Jahr                   | Titel Album                                                     | Höchstplatzierung, Gesamtwochen, AuszeichnungChartplatzierungen (Jahr, Titel, Album, Platzierungen, Wochen, Auszeichnungen, Anmerkungen) | Höchstplatzierung, Gesamtwochen, AuszeichnungChartplatzierungen (Jahr, Titel, Album, Platzierungen, Wochen, Auszeichnungen, Anmerkungen) | Anmerkungen                                                        |
| Jahr                   | Titel Album                                                     | KR | JP | Anmerkungen                                                        |
| ---------------------- | --------------------------------------------------------------- | --- | --- | ------------------------------------------------------------------ |
| Südkoreanische Singles |                                                                 | | |                                                                    |
|                        |                                                                 | | |                                                                    |
| 2008                   | 10 Out of 10 (10점 만점에 10점) 01:59PM                         | — | — | Erstveröffentlichung: 2008                                         |
| 2009                   | Again & Again 01:59PM                                           | — | — | Erstveröffentlichung: 2009                                         |
| 2009                   | Tired of Waiting (기다리다 지친다) 01:59PM                      | KR15 (8 Wo.)KR | — | Erstveröffentlichung: 2009 Chartplatzierungen ab 2010              |
| 2009                   | Heartbeat 01:59PM                                               | KR14 (11 Wo.)KR | — | Erstveröffentlichung: 10. November 2009 Chartplatzierungen ab 2010 |
| 2010                   | Without U Hands Up                                              | KR1 (13 Wo.)KR | — | Erstveröffentlichung: 2010                                         |
| 2010                   | I’ll Be Back Still 02:00PM                                      | KR4 (10 Wo.)KR | — | Erstveröffentlichung: 2010                                         |
| 2011                   | Hands Up                                                        | KR1 (12 Wo.)KR | — | Erstveröffentlichung: 2011                                         |
| 2013                   | Come Back When You Hear This Song (이 노래를 듣고 돌아와) Grown | KR7 (6 Wo.)KR | — | Erstveröffentlichung: 2013                                         |
| 2013                   | A.D.T.O.Y. (하.니.뿐.) Grown                                    | KR16 (6 Wo.)KR | — | Erstveröffentlichung: 2013                                         |
| 2014                   | Go Crazy! (미친거 아니야?) Go Crazy! and 2PM of 2PM             | KR5 (5 Wo.)KR | JP2 Gold · (4 Wo.)JP | Erstveröffentlichung: 17. September 2014                           |
| 2015                   | My House (우리집) No.5                                          | KR7 (6 Wo.)KR | — | Erstveröffentlichung: 2015                                         |
| 2016                   | Promise (I’ll Be) Gentlemen’s Game                              | KR61 (1 Wo.)KR | JP2 Gold · (4 Wo.)JP | Erstveröffentlichung: 26. Oktober 2016                             |
| 2021                   | Make It (해야 해) Must                                          | KR39 (4 Wo.)KR | — | Erstveröffentlichung: 2021                                         |
| Japanische Singles     |                                                                 | | |                                                                    |
|                        |                                                                 | | |                                                                    |
| 2011                   | Take Off Republic of 2PM                                        | — | JP4 (17 Wo.)JP | Erstveröffentlichung: 18. Mai 2011                                 |
| 2011                   | I’m Your Man Republic of 2PM                                    | KR69 (2 Wo.)KR | JP4 (11 Wo.)JP | Erstveröffentlichung: 17. August 2011                              |
| 2011                   | Ultra Lover Republic of 2PM                                     | — | JP4 Gold · (6 Wo.)JP | Erstveröffentlichung: 2. November 2011                             |
| 2012                   | Beautiful Legend of 2PM                                         | KR118 (1 Wo.)KR | JP2 Gold · (7 Wo.)JP | Erstveröffentlichung: 6. Juni 2012                                 |
| 2012                   | One Day –                                                       | — | JP5 (6 Wo.)JP | Erstveröffentlichung: 4. Juli 2012 mit 2AM                         |
| 2012                   | Masquerade Legend of 2PM                                        | — | JP2 Gold · (5 Wo.)JP | Erstveröffentlichung: 14. November 2012                            |
| 2013                   | Give Me Love Genesis of 2PM                                     | — | JP2 Gold · (5 Wo.)JP | Erstveröffentlichung: 29. Mai 2013                                 |
| 2013                   | Winter Games Genesis of 2PM                                     | — | JP1 Gold · (4 Wo.)JP | Erstveröffentlichung: 16. Oktober 2013                             |
| 2014                   | Step by Step Genesis of 2PM                                     | — | — | Erstveröffentlichung: 2014                                         |
| 2015                   | Guilty Love 2PM of 2PM                                          | — | JP1 Gold · (4 Wo.)JP | Erstveröffentlichung: 28. Januar 2015                              |
| 2015                   | Higher Galaxy of 2PM                                            | — | JP2 Gold · (5 Wo.)JP | Erstveröffentlichung: 21. Oktober 2015                             |

grau schraffiert: keine Chartdaten aus diesem Jahr verfügbar